# Saïd Boutahar
Saïd Boutahar (Róterdam, 12 de agosto de 1982) es un futbolista neerlandés de padres marroquíes que actualmente juega en el Al-Wakrah de Catar. Su debut se produjo en la temporada 2001/2002 con el Feyenoord de Róterdam.

## Trayectoria
| Club          | País         | Año       |
| ------------- | ------------ | --------- |
| Feyenoord     | Países Bajos | 2001-2002 |
| Excelsior     | Países Bajos | 2002-2003 |
| RKC Waalwijk  | Países Bajos | 2003-2004 |
| NEC Nijmegen  | Países Bajos | 2004-2007 |
| Willem II     | Países Bajos | 2007-2010 |
| Real Zaragoza | España       | 2010-2011 |
| Al-Wakrah     | Catar        | 2011-2012 |
| Umm Salal     | Catar        | 2012-2014 |
| Al-Wakrah     | Catar        | 2014-?    |